# Pau Espasa i Anguera
Pau Espasa i Anguera (Pobla de Ciérvoles, Lérida, España, en 1835 - Barcelona en 1927) fue un editor y hombre de negocios español.
En 1856 fundó su propio establecimiento editorial, asociándose en 1860 con su hermano José Espasa Anguera, fundando la editorial Espasa Hermanos. En 1869 funda, junto a su hermano José y su cuñado Manuel Salvat Xivixell, el establecimiento tipográfico Espasa Hermanos y Salvat. En febrero de 1877 se separa de los negocios editoriales por discrepancias con su hermano José, pasando a vivir desde entonces con la familia Salvat.
Se casó con Magdalena Tasso, hermana del conocido impresor del siglo XIX, Luis Tasso. No tuvo hijos, pero fue padrino de su sobrino Pau Salvat Espasa.